# Anthony Ademu Adaji
Mons. Anthony Ademu Adaji (13. října 1964, Ukpaba) je nigerijský římskokatolický kněz a biskup Idahu.

## Život
Narodil se 13. října 1964 v Ukpabě. Vstoupil do kongregace Misionářské společnosti svatého Pavla v Nigérii. Dne 3. prosince 1994 složil své věčné sliby v konregaci. Na kněze byl vysvěcen 1. července 1995.
Dne 28. června 2007 jej papež Benedikt XVI. jmenoval pomocným biskupem Idahu a titulárním biskupem z Turudy. Biskupské svěcení přijal 22. září 2007 z rukou arcibiskupa Renza Fratiniho a spolusvětiteli byli arcibiskup Ignatius Ayau Kaigama a arcibiskup Felix Alaba Adeosin Job.
Dne 1. června 2009 ho papež Benedikt XVI. jmenoval diecézním biskupem Idahu.